# Francisc Anton Wallis
Francisc Anton Wallis (Franz Anton Paul Graf Wallis) (n. ianuarie 1678 – d. 18 octombrie 1737) a fost guvernator al Transilvaniei între anii 1732-1734. 